# OPEK
Organizacija zemalja izvoznica nafte — OPEK (engl. OPEC, Organization of the Petroleum Exporting Countries) organizacija je zemalja izvoznica nafte, koju sačinjavaju Alžir, Indonezija, Irak, Iran, Kuvajt, Libija, Nigerija, Katar, Saudijska Arabija, Ujedinjeni Arapski Emirati i Venezuela. Ova multinacionalna organizacija je osnovana 1960. godine u Bagdadu, da bi koordinirala proizvodnju i izvoz nafte među svojim članicama. Sedište organizacije je u Beču od 1965. godine.
Glavni cilj ove organizacije prema njenom Statutu jeste koordinacija i ujednačenje naftne politike zemalja članica i ustanovljavanje najboljih načina da se očuvaju njihovi interesi, pojedinačni i kolektivni; smišljanje načina i sredstava za stabilizaciju cena na međunarodnim naftnim tržištima s ciljem uklanjanja štetnih i nepotrebnih fluktuacija cijena; stalnu brigu o interesima zemalja proizvođača i nužnost osiguranja stalnog prihoda zemalja proizvođača, te efikasno, ekonomično i stalno opskrbljivanje naftom zemalja potrošača, te pravedni povrat uloženog kapitala onima koji ulažu u naftnu industriju.
Formiranje OPEK organizacije je označilo prekretnicu prema nacionalnom suverenitetu nad prirodnim resursima, i OPEK odluke su počele da igraju prominentnu ulogu na globalnom tržištu nafte i u međunarodnim odnosima. Ovaj uticaj je posebno jak kada ratovi ili civilni nemiri dovedu do dužeg poremećaja tokova i izvora snabdevanja. Tokom 1970-ih, restrikcije u naftnoj produkciji dovele su do dramatičnog porasta cena nafte, kao i zarada i bogatstva OPEK članica, sa dugotrajnim i dalekosežnim konsekvencama za globalnu ekonomiju. Tokom 1980-ih, OPEK je počeo da postavlja produkcione ciljeve za svoje članice; i generalno kad su produkcioni ciljevi redukovani, naftne cene su rasle. Primeri toga iz bliske prošlosti su odluke ove organizacije iz 2008. i 2016. godine da umanji prekomernu ponudu. Takođe , odluke o smanjenju proizvodnje nafte na dnevnom nivou su donete 2022. i 2023. godine.
Ekonomisti obično navode OPEK kao školski primer kartela koji sarađuje kako bi se smanjila tržišna konkurencija, ali čije su konsultacije zaštićene doktrinom suverenog imuniteta po međunarodnom pravu. U decembru 2014, „OPEK i naftni ljudi“ su rangirani kao #3 na Lojdsovom spisku „100 najuticajnijih ljudi u brodskoj industriji“. Međutim, njihov uticaj na međunarodnu trgovinu se periodično dovodi u pitanje ekspanzijom izvora energija izvan OPEK organizacije, i ponavljajućim iskušenjem pojedinačnih OPEK zemalja da premaše gornje granice proizvodnje i sprovode konfliktne sopstvene interese.

## Istorija
Formiran 1960-ih prvobitno da bi proizvođači nafte stekli bolju poziciju u odnosu na velike naftne kompanije, koje su uglavnom bile američke, britanske ili holandske. U početku su se članice zalagale za preraspodjelu profita od nafte između naftnih kompanija i zemalja proizvođača, međutim početkom 1970-ih OPEK je pokazao svoju snagu.

### 1950.
U periodu posle 1950. godine, proizvodnja nafte je bila veća od potražnje i zbog toga je došlo do pada cena nafte na svetskom tržištu. Zbog toga je i došlo do formiranja OPEK-a. Zemlje koje su želele da se pridruže OPEK-u nacionalizovale su svoje rafinerije i naftne kompanije što je dovelo do kontrole proizvodnje i do bogaćenja zemalja izvoznica nafte.

### 1970.
U periodu oko 1970. godine, došlo je do smanjenja proizvodnje nafte u ne-OPEK zemljama, što je dovelo do povećanja cena nafte od strane OPEK organizacije.
Danas OPEK zemlje podmiruju oko dve petine svetske potrošnje nafte i poseduju oko tri četvrtine poznatih svetskih rezervi.

## Poslovanje
Procenjuje se da se na području zemalja članica OPEK-a nalazi oko dve trećine svetskih zaliha nafte, a one trenutno pokrivaju oko 40% svetskog tržišta nafte. Zahvaljujući snazi same organizacije zemlje članice dobijaju svake godine sve više novca za naftu koju izvoze. Godine 2004. prihod zemalja OPEK-a od izvoza je iznosio 338 milijardi $, što je veliko povećanje ako se uporedi sa 1972. godinom i prihodom od 23 milijarde $, odnosno 140 milijardi $ za godinu 1977.

## Članice
U maju 2017, OPEK je imao 14 zemalja članica: šest na Bliskom istoku (Zapadnoj Aziji), šest u Africi, i dva u Južnoj Americi. Prema podacima Administracije za energetske informacije SAD, kombinovana stopa naftne produkcije OPEK članica (uključujući gasni kondenzat) predstavljala je 44 procenta svetskog totala 2016, i OPEK pokriva 73 procenta svetskih dokazanih naftnih rezervi, uključujući 48 procenata u samo šest Blisko Istočnih članica.
Odobrenje nove zemlje članice zahteva saglasnost tri četvrtine članova OPEK organizacije, uključujući svih pet osnivača. Oktobra 2015, Sudan je formalno podneo aplikaciju za pristup, ali još nije postao član.
| Zemlja                | Region         | Godina članstva  | Populacija (2015 est.) | Površina (km²) | Naftna produkcija (bbl/dan, 2016) | Dokazane rezerve (bbl, 2016) |
| --------------------- | -------------- | ---------------- | ---------------------- | -------------- | --------------------------------- | ---------------------------- |
| Alžir                 | Severna Afrika | 1969–            | 39,542,166             | 2,381,740      | 1,348,361                         | 12,200,000,000               |
| Angola                | Zapadna Afrika | 2007–            | 19,625,353             | 1,246,700      | 1,769,615                         | 8,423,000,000                |
| Ekvador               | Amerike        | 1973–1992, 2007– | 15,868,396             | 283,560        | 548,421                           | 8,273,000,000                |
| Ekvatorijalna Gvineja | Zapadna Afrika | 2017–            | 740,743                | 28,051         | 227,000                           | 1,100,000,000                |
| Gabon                 | Zapadna Afrika | 1975–1995, 2016– | 1,705,336              | 267,667        | 210,820                           | 2,000,000,000                |
| Iran                  | Bliski istok   | 1960–            | 81,824,270             | 1,648,000      | 3,990,956                         | 157,530,000,000              |
| Irak                  | Bliski istok   | 1960–            | 37,056,169             | 437,072        | 4,451,516                         | 143,069,000,000              |
| Kuvajt                | Bliski istok   | 1960–            | 2,788,534              | 17,820         | 2,923,825                         | 101,500,000,000              |
| Libija                | Severna Afrika | 1962–            | 6,411,776              | 1,759,540      | 384,686                           | 48,363,000,000               |
| Nigerija              | Zapadna Afrika | 1971–            | 181,562,056            | 923,768        | 1,999,885                         | 37,070,000,000               |
| Saudijska Arabija     | Bliski istok   | 1960–            | 27,752,316             | 2,149,690      | 10,460,710                        | 266,578,000,000              |
| UAE                   | Bliski istok   | 1967–            | 5,779,760              | 83,600         | 3,106,077                         | 97,800,000,000               |
| Venecuela             | Amerike        | 1960–            | 29,275,460             | 912,050        | 2,276,967                         | 299,953,000,000              |
| OPEK ukupno           | OPEK ukupno    | OPEK ukupno      | 452,127,152            | 12,150,695     | 35,221,740                        | 1,209,103,000,000            |
| Ukupno u svetu        | Ukupno u svetu | Ukupno u svetu   | 8.010.707.300          | 510,072,000    | 80,622,287                        | 1,650,585,000,000            |
| Opek procenti         | Opek procenti  | Opek procenti    | 6.3%                   | 2.4%           | 44%                               | 73%                          |

1. 1 2  Jedan naftni barel (bbl) je približno 42 US galona, ili 159 litara, ili 0,159 m³, što donekle varira sa temperaturom. Da bi se proizvodni brojevi stavili u kontekst, treba imati u vidu da supertanker tipično nosi 2.000.000 barels (320.000 m³),[14] i da će sa sadašnjom stopom svetske proizvodnje za ako 56 godina sadašnje dokazane svetske rezerve biti iscrpljene.
2. 1 2 3 4 5  Pet osnivačkih članova su prisustvovali prvoj OPEK konferenciji u septembru 1960.
3. ↑  UAE je osnovana u decembru 1971. Njihovo OPEK članstvo potiče od emirata Abu Dabi.

### Bivši članovi
| Zemlja     | Regija            | Godina članstva | Populacija (2015 est.) | Površina (km²) | Naftna produkcija (bbl/dan, 2016) | Dokazane rezerve (bbl, 2016) |
| ---------- | ----------------- | --------------- | ---------------------- | -------------- | --------------------------------- | ---------------------------- |
| Indonezija | Jugoistočna Azija | 1962–2008, 2016 | 255,993,674            | 1,904,569      | 833,667                           | 3,692,500,000                |
| Katar      | Bliski istok      | 1961–2019       | 2.569.804              | 11,437         | 1,522,902                         | 25,244,000,000               |

Za zemlje koje izvoze naftu u relativno malim količinama, njihova ograničena pregovaračka moć kao članova OPEK organizacije ne bi nužno opravdavala opterećenja OPEK proizvodnih kvota i troškove članstva. Ekvador se povukao iz OPEK-a u decembru 1992, zato što nije bio voljan da plati godišnju članarinu od US$2 miliona i zbog uverenja da treba da poveća naftnu produkciju iznad nivoa koji je dozvoljavala njegova OPEK kvota u to vreme, iako se ponovo pridružio oktobra 2007. Slične dileme su podstakle Gabon da suspenduje svoje članstvo u januaru 1995; ova zemlja se ponovo pridružila u julu 2016. U maju 2008, Indonezija je najavila da će napustiti OPEK kad njeno članstvo istekne na kraju te godine, pošto je postala neto uvoznik nafte i nije mogla da zadovolji svoju proizvodnu kvotu. Ona je ponovo pristupila organizaciji januara 2016, ali je najavila još jednu „privremenu suspenziju” svog članstva krajem godine kad je OPEK zatražio 5 posto smanjenja proizvodnje.
Neki komentatori smatraju da su Sjedinjene Države bile de facto član OPEK-a tokom njihove formalne okupacije Iraka, zbog njihove uprave Koalicionom privremenom vlašću tokom 2003–2004. Ali to nije potvrđeno u zapisnicima sastanaka OPEK-a, pošto nijedan predstavnik SAD nije prisustvovao u zvaničnom svojstvu.

### Posmatrači
Od osamdesetih godina, predstavnici iz Egipta, Meksika, Norveške, Omana i drugih zemalja izvoznika nafte prisustvovali su mnogim OPEK sastancima kao posmatrači. Ovaj aranžman služi kao neformalni mehanizam za koordinaciju politika.

### Rukovodstvo i odlučivanje
OPEK konferencija je vrhovni autoritet organizacije, i sastoji se od delegacija koje normalno predvode naftni ministri zemalja članica. Glavni izvršni direktor organizacije je Generalni sekretar OPEK-a. Konferencija se redovno sastaje u sedištu u Beču, najmanje dva puta godišnje i na dodatnim vanrednim sednicama kada je to potrebno. U principu funkcioniše na principima jednoglasnosti i „jedan član, jedan glas”, pri čemu svaka zemlja plaća jednaku članarinu u godišnji budžet. Međutim, pošto je Saudijska Arabija daleko najveći i najprofitabilniji naftni izvoznik na svetu, sa dovoljnim kapacitetom da funkcioniše kao tradicionalni stabilizirajući proizvođač do balansira svetsko tržište, ona služi kao de facto lider OPEK-a.

### Međunarodni kartel
U različitim vremenima, članovi OPEK-a pokazali su prividno protivtržišno kartelsko ponašanje kroz sporazume organizacije o proizvodnji nafte i nivou cena. U stvari, ekonomisti često navode OPEK kao udžbenički primer kartela koji surađuje na smanjenju tržišnog naticanja, kao u ovoj definiciji iz OECD Glosara industrijske organizacijske ekonomije i prava tržišnog naticanja:
Međunarodni sporazumi o robama koji pokrivaju proizvode poput kafe, šećera, kalaja i odnedavno nafte (OPEK: Organizacija zemalja izvoznica nafte) primeri su međunarodnih kartela koji formiraju javne sporazume između različitih nacionalnih vlada.
OPEK članovi strogo preferiraju opis svoje organizacije kao umerene sile za stabilizaciju tržišta, umesto moćnog antikonkurentnog kartela. U prilog njihovom stavu ide činjenica da je organizacija osnovana kao protivteža protiv prethodnog kartela „sedam sestara” multinacionalnih naftnih kompanija, i da su snabdevači energije izvan OPEK-a održali dovoljan udeo tržišta da predstavljaju značajan stepen svetske konkurencije. Štaviše, zbog ekonomske „zatvoreničke dileme” koja podstiče svaku zemlju članica pojedinačno da popusti svoju cenu i premaši svoju proizvodnu kvotu, široko zastupljenost varanje unutar OPEK-a često pogoršava njegovu sposobnost da utiče na globalne cene nafte putem kolektivnog delovanja.
OPEK nije bio uključen u bilo kakve sporove koji se odnose na pravila konkurencije Svetske trgovinske organizacije, iako se ciljevi, akcije i principi dve organizacije znatno razlikuju. Ključna odluka američkog okružnog suda je bila da su konsultacije OPEK-a zaštićene kao „vladini” državni postupci prema Zakonu o stranim državnim imunitetima i stoga su izvan zakonskog dosega američkog zakona o konkurenciji kojim se uređuju „komercijalni” postupci. Uprkos popularnog mišljenja protiv OPEK-a, zakonski predlozi za ograničavanje suverenog imuniteta organizacije, kao što je NOPEC zakon, do sada su bili neuspešni.

### Konflikti
OPEK često ima poteškoća s uspostavljanjem saglasnosti o političkim odlukama jer se njegove zemlje članice široko razlikuju u svojim kapacitetima izvoza nafte, proizvodnim troškovima, rezervama, geološkim svojstvima, stanovništvu, privrednom razvoju, budžetskim situacijama i političkim okolnostima. Zaista, tokom tržišnih ciklusa, same rezerve nafte mogu postati izvor ozbiljnih konflikata, nestabilnosti i neravnoteže, u onom što ekonomisti nazivaju „ukletstvom prirodnih resursa”. Još jedna komplikacija je da su religijski sukobi na Bliskom Istoku ponavljajuća karakteristika geopolitičkog pejzaža ovog naftom bogatog regiona. Međunarodno važni konflikti u istoriji OPEK-a obuhvataju Šestodnevni rat (1967), Jomkipurski rat (1973), opsade talaca u režiji palestinskih militanata (1975), Iransku revoluciju (1979), Iračko-iranski rat (1980–1988), Iračku okupaciju Kuvajta (1990–1991), napade 11. septembra 2001 od strane uglavnom saudijskih otmičara (2001), Američku okupaciju Iraka (2003–2011), konflikt u delti Nigera (2004–sadašnjost), Arapsko proleće (2010–2012), Libijsku krizu (2011–sadašnjost), i međunarodni embargo protiv Irana (2012–2016). Mada događaji poput ovih mogu da privremeno poremete opskrbu naftom i podignu cene, česti sporovi i nestabilnosti imaju za posledicu ograničavanje dugoročne kohezije i efektivnost OPEK-a.

## Proizvođači nafte koji nisu članovi OPEK-a
- Evropa: Norveška, Rusija i Velika Britanija.
- Severna Amerika: Kanada, Meksiko i Sjedinjene Američke Države.
- Bliski istok: Oman i Jemen.
- Afrika: Ekvatorska Gvineja i Gabon.
- Južna Amerika: Brazil.
- Okeanija: Istočni Timor i Australija.
- Azija: Brunej, Indonezija, Kazahstan, Azerbejdžan.

## Spoljašnje veze
- Zvanični veb-sajt